# Policlet
|  | Per a altres significats, vegeu «Policlet (desambiguació)». |

Policlet o Policlit (en grec antic: Πολύκλειτος, Polýkleitos, Polyclitus; vers 480 aC-410 aC), conegut també com a Policlet el Vell o Policlet de Sició, va ser un dels escultors grecs més importants del món antic. Fou conegut principalment pels seus treballs en bronze, conservats habitualment en còpies romanes posteriors. Entre les seves obres més famoses hi ha el Dorífor i el Diadumen.

## Biografia
Plini el situa vers el 431 aC, datació que encaixa amb la seva autoria de l'estàtua d'Hera pel seu temple a Argos, que fou construït el 423 aC i acabat vers el 413 aC. Per tant, el seu floriment caldria situar-lo entre el 452 aC i el 412 aC.

Còpia romana en marbre del Dorífor de Policlet. El tronc adossat a la cama dreta no pertany a l'escultura original de bronze, sinó que fou afegit a la còpia de marbre per tal que pogués resistir el seu propi pes, perquè el marbre és un material més fràgil i pesant que el bronze (les escultures de bronze no són massisses).

Probablement era ciutadà d'Argos, malgrat que sembla que de naixement era de Sició. Fou deixeble d'Agèlades, i va estudiar amb Fídies i Miró. Tant el mateix Policlet com Fídies són considerats els pares de l'estil clàssic grec, i hom els comparà sovint: l''Amàzona que Policlet va esculpir per a la ciutat d'Efes era considerada superior a la que Fídies i Crèsiles havien fet poc abans mateixa època; també la seva colossal estàtua en or i ivori d'Hera per al temple de la dea a Argos va ser equiparada al Zeus de Fídies a Olímpia. Tot i que no s'ha conservat cap original seu, ens han arribat diverses còpies d'algunes obres, sobretot d'època romana, i en tenim referències d'altres mitjançant autors clàssics com Plini el Vell i Pausànies. Ciceró el considera per damunt de Miró.
Deixebles seus foren Àrgios, Asopodor, Alexis, Aristides, Frinó. Dinó, Atenodor, Dàmeas, Clitori, Cànac i Períclit. Plató diu que els seus fills foren també escultors, però de menys reputació; lamentablement, no n'esmenta els noms per confirmar que Policlet el Jove fos el seu fill.

## Tècnica i llegat

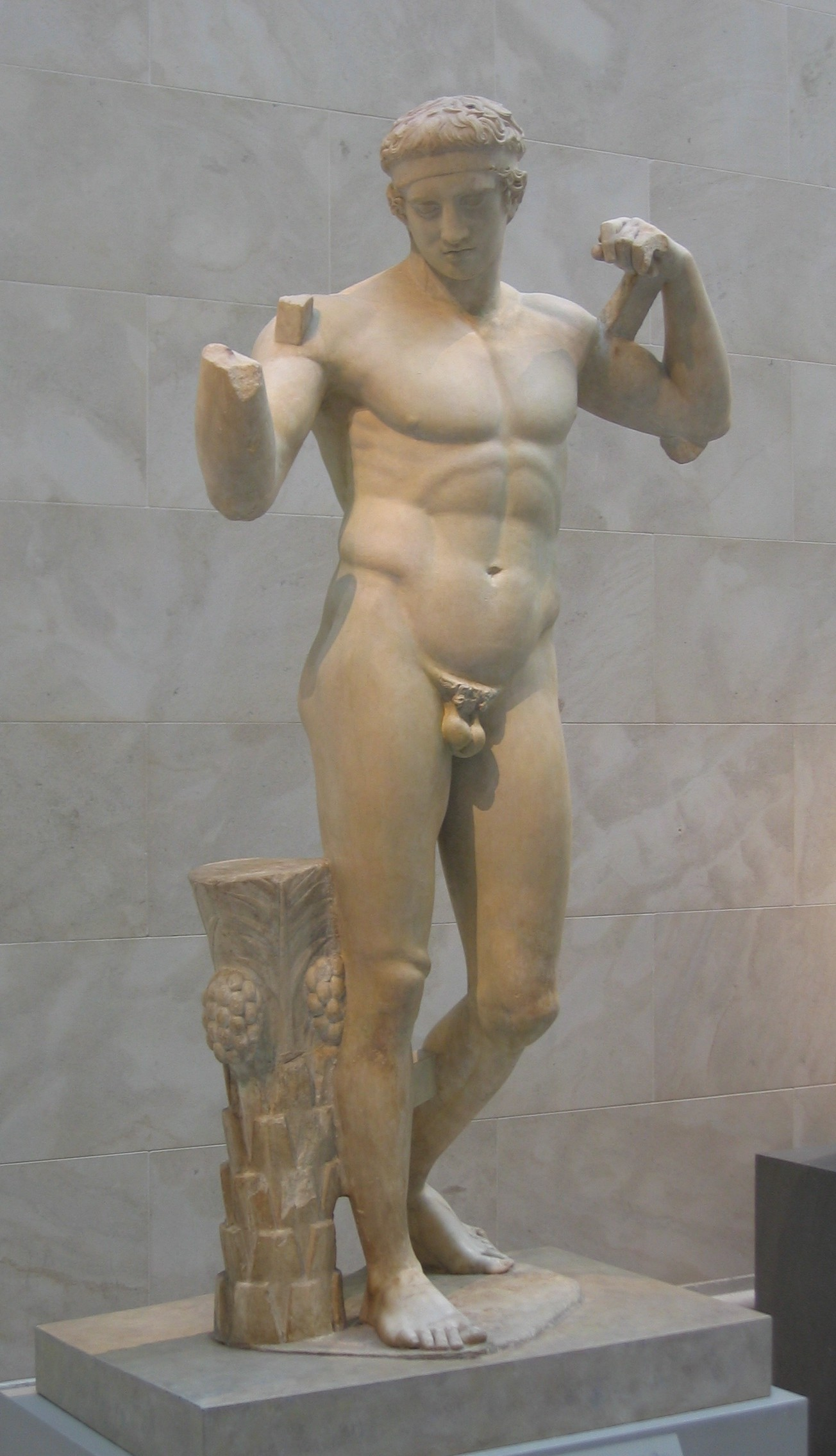
Còpia romana en marbre del Diadumen

Les idees de Policlet van ser seguides pels deixebles de la seva escola, la qual va durar aproximadament tres generacions, tot i que la seva influència va anar més enllà. Entre els seus seguidors cal destacar Lisip, Escopes de Paros i Policlet el Jove.
Possiblement, donà nom al cànon que consistia en el fet que una figura humana, per a ser representada de manera proporcionada, ha de tenir una alçada de set caps. Va esculpir en bronze i en marbre, i la seva especialitat era el cos humà.
Les principals innovacions de Policlet s'encaminaven a aconseguir un aspecte natural i harmoniós en la postura del cos. Així, el Dorífor adopta una postura asimètrica, amb el pes repenjat a la cama esquerra i les espatlles i el cap lleugerament inclinats cap a la dreta, amb el braç esquerre alçat i el dret penjant. Aquesta alternança de membres tensos i relaxats combinada amb un tors adaptat és el que es coneix com a contrapposto. La inclinació del cap fa que el conjunt del Dorífor adopti un harmoniós traçat en forma de S.
Aquests trets es poden reconèixer també en les còpies Diadumen, amb l'asimetria de la postura dels membres, l'eix en forma de S, i el tors adaptat al moviment (que es pot comparar amb el Discòbol de Miró, unes dècades anterior, que tot i per a representar el moviment té el tors recte i simètric, gens tens ni relacionat amb l'esforç dels braços).
Com a arquitecte, va obtenir fama pel teatre i l'edifici circular o tolus construït al recinte sagrat d'Escolapi a Epidaure, que podria ser també obra de Policlet el Jove.
A més de les seves obres com a escultor, Policlet també va escriure un tractat d'escultura, avui perdut, titulat Cànon, el qual va tenir una gran influència que s'allargà fins als temps de l'Imperi Romà (Plini afirmà que les seves indicacions eren seguides com si fossin lleis).
Policlet considerava que una escultura havia d'estar composta per diferents parts definides, relacionades entre si per un sistema de proporcions matemàtiques, seguint els principis de symmetria (simetria), isonomia (equilibri) i rhythmós (disposició). Com a exemple de les seves teories, va esculpir el Dorífor.

## Obres
Les seves obres principals en bronze (utilitzava el bronze d'Egina) foren:
- El porta llances o Dorífor
- Un jove de poca edat guanyador d'una cursa atlètica
- Un atleta
- Una figura nua, que Plini anomena talo incessentem
- Un grup de dos nois nus coneguts per Astagalizontes
- Un Mercuri (a Lisimaquea)
- Un Hèrcules
- Una estàtua d'Artemó, de malnom Periphoretos
- Una amàzona (que va guanyar un premi superant Fídies i d'altres en un concurs a Efes)
- Un parell de petits canèfors
- Una estàtua de Zeus Fili a Megalòpolis
- Diverses estàtues de guanyadors olímpics (possibles obres de Policlet el Jove)

### Obres en marbre
- Una estàtua de Zeus Meliqui a Argos
- Estàtues d'Apol·lo, Leto i Àrtemis al temple d'Àrtemis Òrtia, al mont Licone (Argòlida)

### Obres en or i vorí
- Estàtua d'Hera al temple d'Hera entre Argos i Micenes